# Antrechinus nordenskjoldi
Antrechinus nordenskjoldi is een zee-egel uit de familie Urechinidae.
De wetenschappelijke naam van de soort werd in 1905 gepubliceerd door Theodor Mortensen.